# Большие Жуховичи
Большие Жуховичи (транслит.: Vialikija Žuchavičy; бел. Вялі́кія Жу́хавічы) — агрогородок в Кореличском районе Гродненской области Белоруссии, центр Жуховичского сельсовета. Население 519 человек (2009).

## География
Посёлок находится близ границы с Брестской областью в 10 км к юго-западу от посёлка Мир и в 20 км к юго-востоку от Кореличей. С юга к посёлку примыкает деревня Малые Жуховичи. Большие Жуховичи связаны местными дорогами с окрестными населёнными пунктами. Ближайшая ж/д станция в Городее, в 20 км к юго-востоку от посёлка.

### Гидрография
По восточной окраине посёлка течёт река Уша, приток Немана. 

## Этимология
В 2008 году уточнено наименование сельского населённого пункта Кореличского района — деревня Большие Жуховичи (бел. вёска Вялікія Жухавічы).

## История

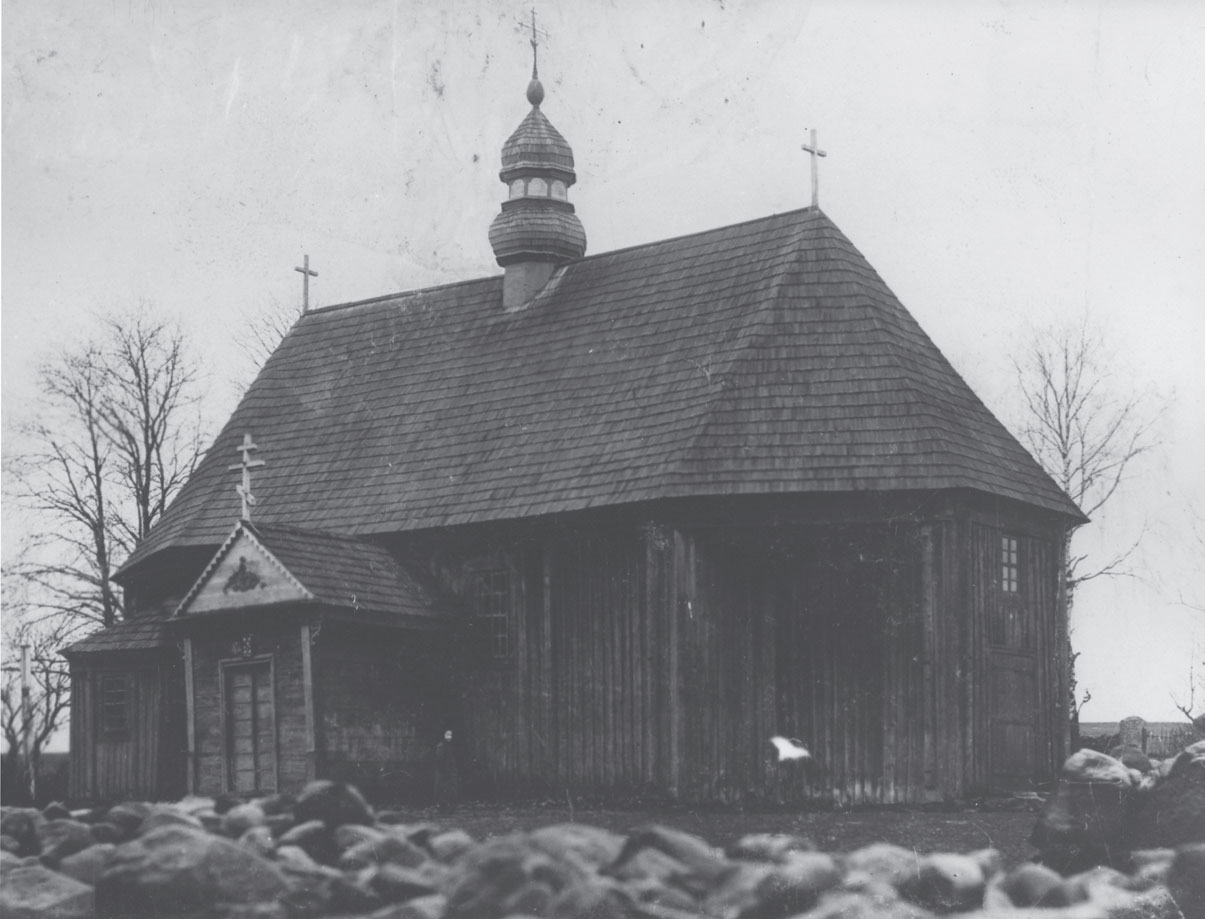
Петропавловская церковь в Больших Жуховичах. Фото начала XX века

Первые письменные упоминания о Больших Жуховичах датируются серединой XV века. В 1449 году великий князь Казимир даровал поместье Николаю Немировичу. Затем имение принадлежало А. И. Ходкевичу, при великом князе Сигизмунде перешло роду Ильиничей. В 1568 Жуховичи перешли в собственность Радзивиллов.
В 1745 году построена деревянная Петропавловская церковь, сохранившаяся до наших дней.
В результате третьего раздела Речи Посполитой (1795) Жуховичи оказалась в составе Российской империи, в Новогрудском уезде. В XIX — начале XX века — волостной центр. В 1858 году деревня насчитывала 586 жителей. В 1897 году в деревне было 146 дворов и 1220 жителей. В 1863 году открыта церковно-приходская школа, в 80-х годах XIX века преобразованная в народное училище..
Согласно Рижскому мирному договору (1921) Большие Жуховичи оказалась в составе межвоенной Польской Республики, в Несвижском, а позднее Столбцовском повете Новогрудского воеводства. Состоянием на сентябрь 1921 здесь было 177 дворов, 971 житель. В 1927 году в Жуховичах работал кружок белорусской культуры, который поставил 14 спектаклей на белорусском языке, в том числе Павлинку.
С 1939 года в составе БССР. Большие Жуховичи стали центром сельсовета сначала Мирского, а с 1956 года Кореличского района. Во вторую мировую войну погибли 16 жителей посёлка. Дворянская усадьба XIX века не сохранилась. Последняя остававшаяся от неё постройка, хозяйственный двор, был разобран в 2013 году.
В 2010 году деревня Большие Жуховичи преобразована в агрогородок.

## Население

### Численность
- 2009 год — 519 жителей

### Динамика
- 2009 год — 519 жителей (перепись населения)

## Культура
- Дом культуры

## Достопримечательности
- Православная церковь св. Петра и Павла, 1745 год
- Придорожная колокольня, 1891 год
- Усадьба (XIX в.)

### Памятник, скульптура
- Памятный знак в честь погибших воинов 20-й танковой дивизии[7].

## Галерея

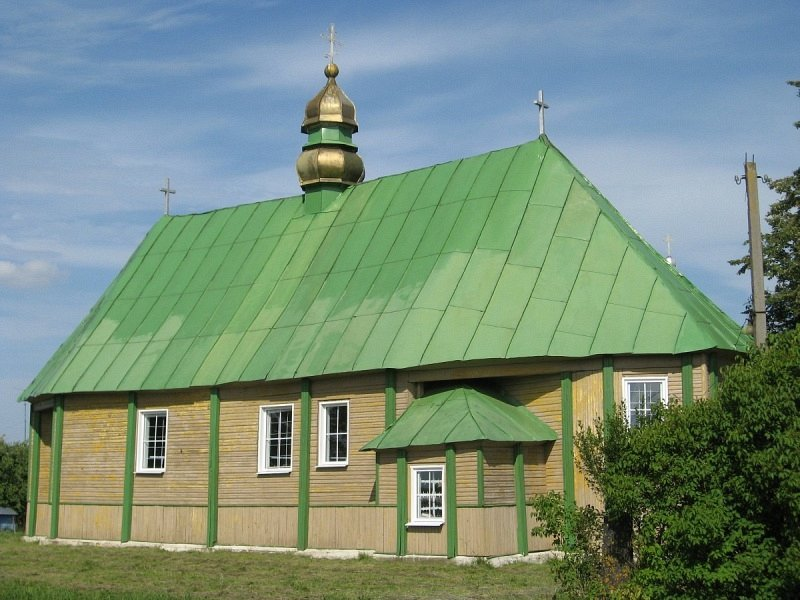
Православная церковь св. Петра и Павла
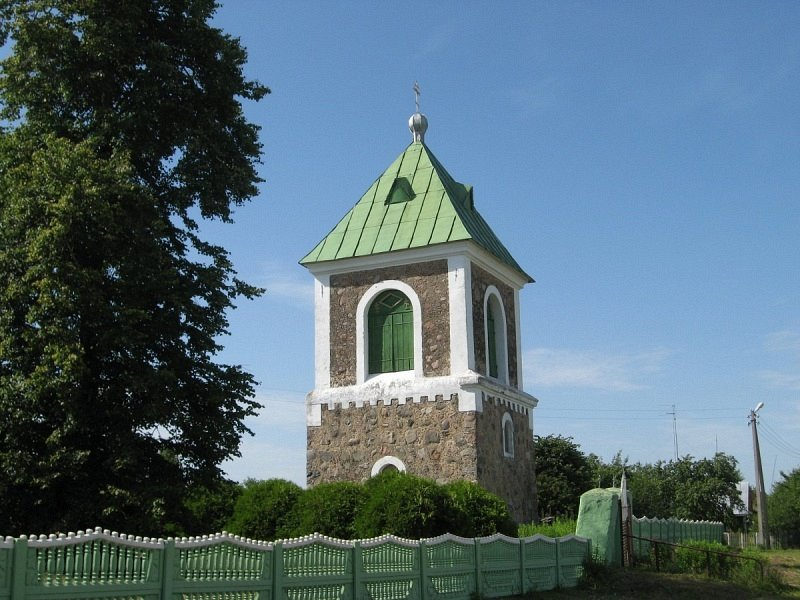
Колокольня
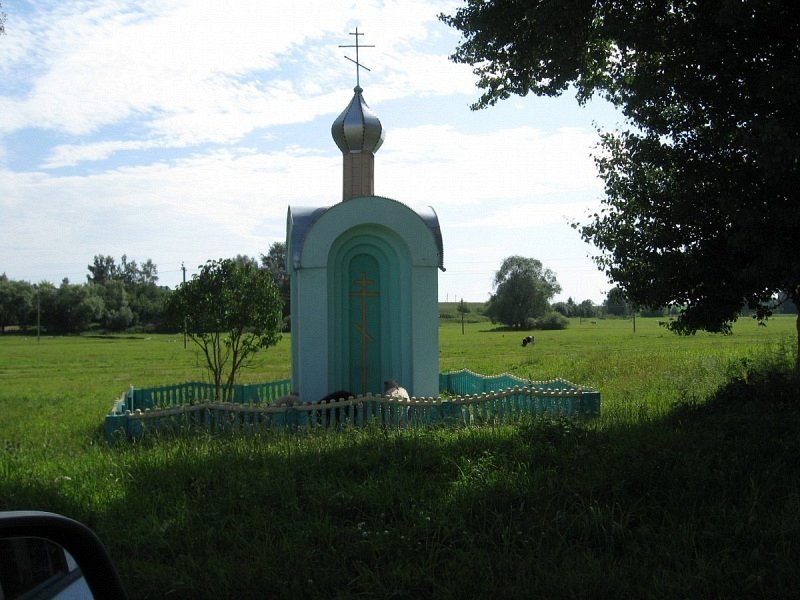
Придорожная часовня